# Tocoferol
Tocoferolii sunt o clasă de compuși organici (derivați fenolici metilați), câțiva reprezentanți fiind vitamine E.
Alfa-tocoferolul este principala sursă de vitamina E în dieta europeană, datorită consumului de ulei de măsline și de floarea-soarelui, iar gama-tocoferolul este principala sursă de vitamina E în dieta americană, datorită consumului crescut de ulei de soia și de porumb.
În organismul animal se găsește în: ficat, placentă, pancreas, splină, țesutul adipos, suprarenale și hipofiză.
Este rezistentă la lumină și căldură, dar este oxidată de uleiurile râncede. Sub forma oxidată are acțiune antioxidantă asupra lipidelor și a vitaminei A.
Avitaminoza E produce o scădere a sintezei de ATP, oxidațiile tisulare fiind stânjenite, modificări în fibrele musculare, nervoase și conjunctive, cu tulburări circulatorii afectând funcția de reproducere. În mușchi și cord apar leziuni degenerative și necrozarea lor. Scade conținutul de creatină a mușchilor și crește excreția ei renală. În țesutul conjunctiv apar edeme din cauza permeabilității mari a vaselor sangvine cu tulburări de irigare mai ales la nivelul uterului. Acestea determină în consecința subnutriția și reabsorbția fătului. La masculi apar leziuni degenerative la nivelul epiteliului germinativ și țesutul interstițial al testiculului, spermatozoizii își pierd mobilitatea, masculul nu manifestă dorința de împreunare.
La viței, purcei, miei și pui, în lipsa vitaminei apare boala "mușchilor albi" manifestată prin miodistrofie, leziuni la nivelul mușchilor striați, ca și în cazul carenței de sodiu.

## Forme
Vitaminele E pot fi tocoferoli sau tocotrienoli, ambele clase având un nucleu croman de care se leagă o grupă hidroxil. Aceasta este implicată în procese redox, reducând radicalii liberi. Catena alifatică lungă permite penetrarea membranelor celulare. Formele posibile sunt α (alfa), β (beta), γ (gama) și δ (delta), acestea fiind determinate de poziția grupelor metil pe nucleul croman:
| Forma           | Structura |
| --------------- | --------- |
| alfa-tocoferol  |           |
| beta-tocoferol  |           |
| gama-tocoferol  |           |
| delta-tocoferol |           |